# William Hoyt
William "Bill" Welles Hoyt (Glastonbury, 7 de maio de 1875 - 1 de dezembro de 1954) foi um saltador e campeão olímpico norte-americano.
Hoyt, um estudante de Harvard, a quem os professores achavam que faltava vontade e propósito na personalidade, nos Jogos Olímpicos de Atenas, em 1896, disputou e venceu o salto com vara, saltando 3,30m e tornando-se o primeiro campeão olímpico desta prova. Também disputou os 110m c/ barreiras mas não conseguiu classificação.
Depois do Jogos, ele completou seus estudos na universidade e tornou-se médico.